# Đám rối thần kinh cánh tay
Đám rối thần kinh cánh tay (gọi tắt là Đám rối cánh tay) là một mạng lưới được tạo bởi nhánh trước của bốn thần kinh sống cổ và một thần kinh sống ngực (C5, C6, C7, C8, T1). Đám rối này trải dài từ tủy sống, qua ống cổ - nách chui vào nách. Nó cho các sợi thần kinh đi (sợi vận động) và các sợi thần kinh đến (sợi cảm giác) đến và chi phối vùng ngực, vai, cánh tay và bàn tay.

## Cấu tạo
Đám rối cánh tay bao gồm năm rễ, ba thân, sáu ngành (ba ngành trước và ba ngành sau), ba bó và năm nhánh thần kinh. Đám rối cho năm nhánh "tận" và nhiều nhánh bên tách ra trên đường đi của đám rối, ví dụ như thần kinh dưới đòn, thần kinh ngực lưng và thần kinh ngực dài. Một cấu trúc điển hình để nhận biết một đoạn của đám rối cánh tay chính là các nối tiếp chữ M hay W của thần kinh cơ bì, bó trong, thần kinh giữa, bó giữa và thần kinh trụ.

### Rễ
Năm rễ chính là năm nhánh trước của thần kinh tủy sống, phát sinh sau khi thần kinh tủy sống cho các nhánh cơ ở cổ. Đám rối cánh tay nhận nhánh trước của bốn thần kinh sống cổ dưới (C5 đến C8) và phần lớn nhánh trước của thần kinh sống ngực I. Ở các rễ này, một số nhánh thần kinh chỉa ra: 
- Thần kinh vai sau (từ rễ C5): chi phối cơ trám lớn, cơ trám bé, cơ nâng vai
- Thần kinh ngực dài (từ rễ C5, rễ C6, rễ C7): chi phối cơ răng trước
- Thần kinh gian sườn thứ nhất (từ rễ T1):
- Nhánh đến thần kinh hoành (từ rễ C5): thần kinh hoành chủ yếu từ đám rối cổ, cụ thể là C3 và C4, nhưng có thêm nhành này từ C5.
- Nhánh đến cơ dài cổ và các cơ bật thang (từ rễ C5, C6, C7, C8)

### Thân
Năm rễ trên kết hợp lại, tạo thành ba thân. Vùng thân và rễ này luồn qua giữa cơ bậc thang giữa và cơ bậc thang trước, luồn xung quanh động mạch dưới đòn. Dây dưới gối lên trên xương sườn thứ nhất
| Thân | Nhánh trước của |
| ---- | --------------- |
| Trên | C5, C6          |
| Giữa | C7              |
| Dưới | C8, T1          |

Ở các rễ này, hai nhánh thần kinh chỉa ra: 
- Thần kinh trên vai (từ rễ C5, C6): chi phối cơ trên gai và cơ dưới gai
- Nhánh đến cơ dưới đòn (C5, C6)

### Ngành
Mỗi thân tách đôi, tạo nên tổng cộng sáu ngành. Khi quan sát trên cơ thể ở tư thế giải phẫu, ngành trước ở vị trí nông hơn so với ngành sau. Ở cách ngành này, không có nhánh thần kinh nào chỉa ra. Các dây có nguồn gốc từ ngành trước chi phối cơ gấp, còn các dây có nguồn gốc từ ngành sau chi phối cơ duỗi. 

### Bó
Sáu ngành này hợp lại, tạo thành ba bó. Các bó này được đặt tên dựa trên vị trí của chúng với động mạch cánh tay, thứ mà chúng luồn xung quanh.
| Bó    | Tạo bởi                                | Tương ứng với thần kinh sống | Loại cơ |
| ----- | -------------------------------------- | ---------------------------- | ------- |
| Ngoài | Ngành trước của thân trên và thân giữa | C5, C6, C7, C8               | Cơ gấp  |
| Trong | Ngành trước thân dưới                  | C8, T1                       | Cơ gấp  |
| Sau   | Ba ngành sau của các thân              | C5, C6, C7, C8, T1           | Cơ duỗi |

Ở các bó này, nhiều nhánh thần kinh chỉa ra:
- Từ bó ngoài
  - Thần kinh ngực ngoài (C5, C6, C7): chi phối cơ ngực lớn
- Từ bó trong (từ trong ra ngoài)
  - Thần kinh ngực trong (C8, T1): chi phối cơ ngực lớn và cơ ngực bé
  - Thần kinh bì cánh tay trong (T1): chi phối các cơ gấp của vùng cánh tay
  - Thần kinh bì cẳng tay trong (C8, T1); chi phối các cơ gấp của vùng cẳng tay
- Từ bó sau (từ trong ra ngoài)
  - Thần kinh dưới vai trên (C5, C6)
  - Thần kinh ngực lưng (C6, C7, C8): chi phối cơ lưng rộng
  - Thần kinh vai dưới (C5, C6)

### Các nhánh
Các nhánh của đám rối được liệt kê phía dưới. Phần lớn nhánh tách ra từ các bó, các nhánh còn lại (được in nghiêng) lại tách ra từ những cấu trúc gần tủy sống hơn. Có năm nhánh tận của đám rối, đó là: thần kinh cơ bì, thần kinh nách, thần kinh quay, thần kinh giữa, thần kinh trụ. Có những biến thể hiếm găp giữa thần kinh cơ bì và thần kinh giữa.
In đậm: Rễ thần kinh chắc chắn có nhánh tạo thành thần kinh (hằng định).
In nghiêng:  Rễ thần kinh có hoặc không có nhánh tạo thành thần kinh (không hằng định).
| Nguyên ủy | Thần kinh                                     | Rễ                 | Cơ | Nhánh bì |
| rễ        | Thần kinh vai sau                             | C4, C5             | Các cơ trám, cơ nâng vai | - |
| rễ        | Thần kinh ngực dài                            | C5, C6, C7         | Cơ răng trước | - |
| rễ        | Nhánh cho thần kinh cơ hoành                  | C5                 | Cơ hoành | - |
| thân trên | Nhánh cho cơ dưới đòn                         | C5, C6             | Cơ dưới đòn | - |
| thân trên | Thần kinh trên vai                            | C5, C6             | Cơ trên gai và cơ dưới gai | - |
| bó ngoài  | Nhánh đến cơ dưới đòn                         | C5, C6, C7         | Cơ ngực lớn và cơ ngực bé (liên kết với thần kinh ngực trong) | - |
| bó ngoài  | Thần kinh cơ bì                               | C5, C6, C7         | Cơ quạ - cánh tay, cơ cánh tay và cơ nhị đầu cánh tay | Tách thành thần kinh bì cẳng tay trong, cho phối cảm giác da vùng trước - trong của cẳng tay; da vùng khuỷu.                                                                           |
| bó ngoài  | Nhánh ngoài thần kinh giữa                    | C5, C6, C7         | Cho nhánh đến thần kinh giữa (xem ở dưới) | - |
| bó sau    | Thần kinh dưới vai trên                       | C5, C6             | Cơ dưới vai (phần trên) | - |
| bó sau    | Thần kinh ngực lưng (thần kinh dưới vai giữa) | C6, C7, C8         | Cơ lưng rộng | - |
| bó sau    | Thần kinh dưới vai dưới                       | C5, C6             | Cơ dưới vai (phần dưới) và cơ tròn lớn | - |
| bó sau    | Thần kinh nách                                | C5, C6             | Nhánh trước: cơ delta và một vùng nhỏ trên da Nhánh sau: cơ tròn bé và cơ delta | Nhánh sau tạo thành thần kinh bì cánh tay trong trên, chi phối da phía trong của vai và cánh tay (khớp vai)                                                                            |
| bó sau    | Thần kinh quay                                | C5, C6, C7, C8, T1 | Cơ tam đầu cánh tay, cơ ngửa, cơ khuỷu, các cơ duỗi cẳng tay và cơ cánh tay quay | Nhánh thần kinh bì cánh tay sau chi phối da phía sau cánh tay. Nhánh nông của thần kinh quay chi phối cảm giác da vùng mu bàn tay, bao gồm cả vùng da giữa ngón cái và ngón trỏ.       |
| bó trong  | Thần kinh ngực trong                          | C8, T1             | Cơ ngực lớn và cơ ngực bé | - |
| bó trong  | Nhánh trong thần kinh giữa                    | C8, T1             | Tất cả các cơ gấp của cẳng tay ngoại trừ cơ gấp cổ tay trụ và phần điều khiển ngón tay II và ngón tay III của cơ gấp các ngón tay sâu. Cơ giun I và II, các cơ thuộc mô cái (nhánh quặt ngược mũ cái) | Phần của bàn tay không chi phối bởi thần kinh trụ và quay, ví dụ: da vùng gan tay của ngón cái, ngón trỏ, ngón giữa, một nửa ngón nhẫn và da dưới móng tay của những ngón tay nêu trên |
| bó trong  | Thần kinh bì cánh tay trong                   | C8, T1             | - | Da vùng trước và trong cánh tay |
| bó trong  | Thần kinh bì cẳng tay trong                   | C8, T1             | - | Da vùng trong cẳng tay |
| bó trong  | Thần kinh trụ                                 | C8, T1             | Cơ gấp cổ tay trụ và hai bụng trong của cơ gấp các ngón sâu, các cơ nội tại của bàn tay, trừ các cơ mô cái và cơ giun I, II (thần kinh giữa chi phối)                                                 | Da phía trong bàn tay, phía trong của 1,5 ngón tay mặt gan tay và phía trong 2,5 ngón tay mặt mu tay.                                                                                  |

## Chức năng
Đám rối cánh tay cho các nhánh chi phối cơ và da của chi trên, ngoại trừ cơ thang (chi phối bởi thần kinh lưỡi hầu) và vùng da gần nách (chi phối bởi thần kinh cánh tay gian sườn). Đám rối cánh tay liên kết với thân giao cảm nhờ nhánh thông xám tại rễ đám rối.
Các nhánh cùng của đám rối cánh tay đều có sợi cảm giác và sợi vận động và sợi bản thể.
| Nhánh cùng      | Cảm giác                                                      | Vận động                                                                                     |
| --------------- | ------------------------------------------------------------- | -------------------------------------------------------------------------------------------- |
| Thần kinh cơ bì | Da vùng trước - ngoài cẳng tay                                | Cơ cánh tay, cơ nhị đầu cánh tay, cơ quạ - cánh tay                                          |
| Thần kinh nách  | Da phần ngoài bả vai và cánh tay                              | Cơ delta và cơ tròn bé                                                                       |
| Thần kinh quay  | Da vùng sau - ngoài cẳng tay và cổ tay; da vùng sau cánh tay  | Cơ tam đầu cánh tay, cơ cánh tay quay, cơ khuỷu, các cơ duỗi ở vùng sau cánh tay và cẳng tay |
| Thần kinh giữa  | Da của 2/3 ngoài bàn tay và một phần nhỏ da ngón tay I đến IV | Các cơ gấp cẳng tay, các cơ mô cái, cơ giun I, II                                            |
| Thần kinh trụ   | Da vùng gan trong bàn tay và ngón tau III đến V               | Mô út, một số cơ gấp cẳng tay, cơ mô cái, có giun III, IV, các cơ gian cốt                   |

## Một số hình ảnh

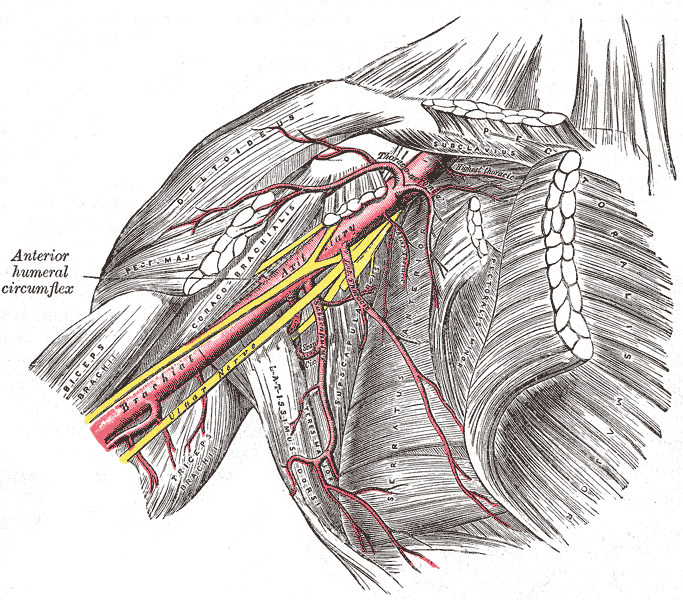
Đám rối thần kinh cánh tay vây xung quanh động mạch cánh tay.
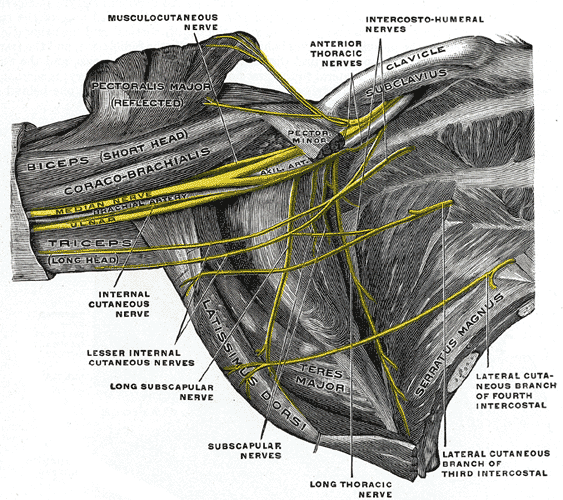
Nerves in the infraclavicular portion of the right brachial plexus in the axillary fossa.
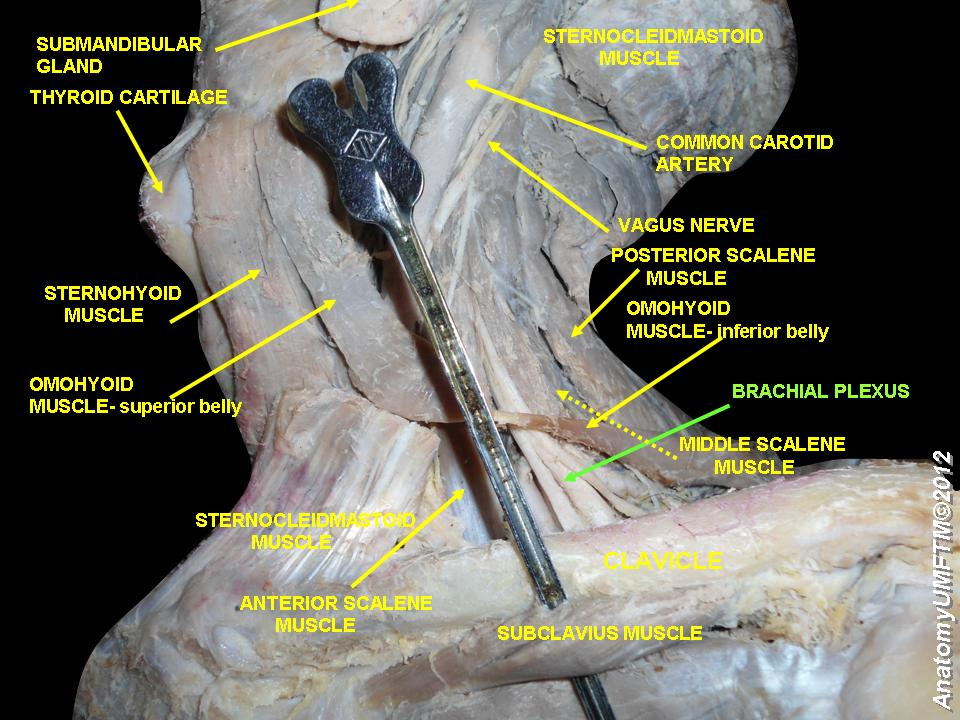
Đám rối thần kinh cánh tay
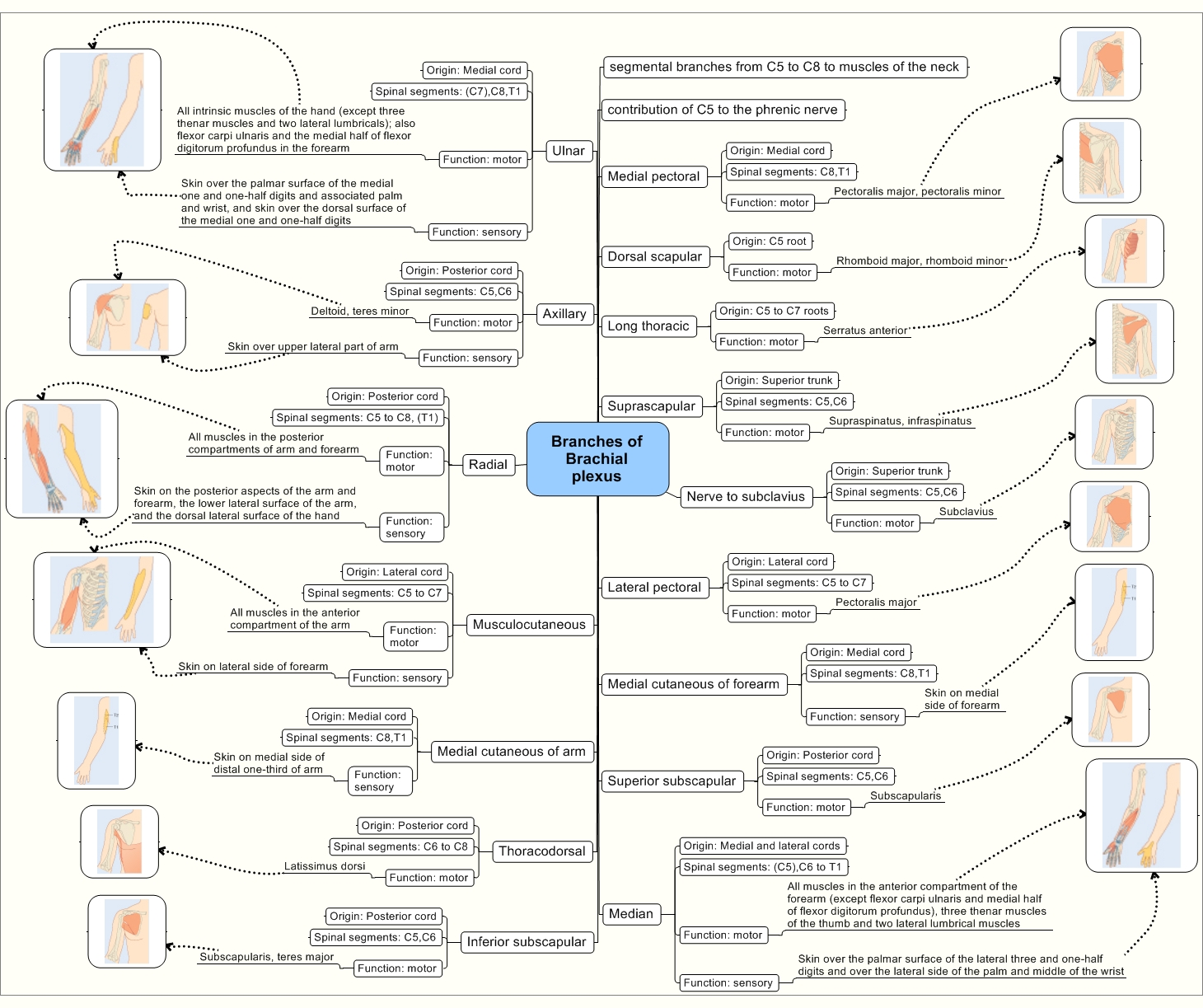
Sơ đồ tư duy: các nhánh của đám rối thần kinh cánh tay (bản tiếng Anh)
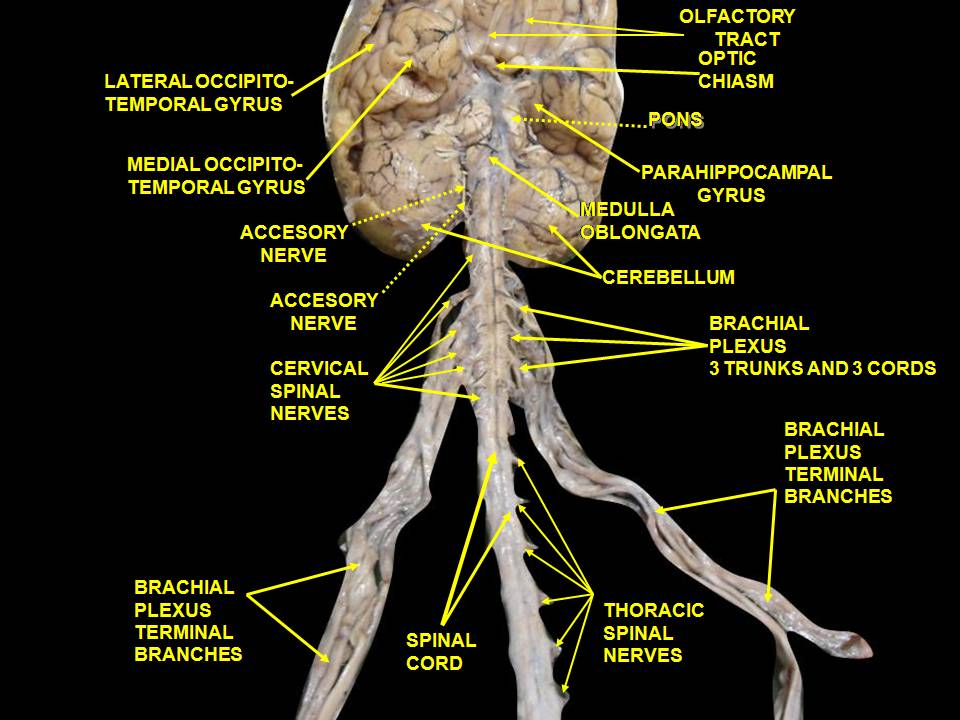
Tủy sống, đám rối cánh tay, não.
Đám rối cánh tay, mẹo nhớ các nhánh và chỗ nối (khi bạn học danh pháp giải phẫu bẳng tiếng Anh).
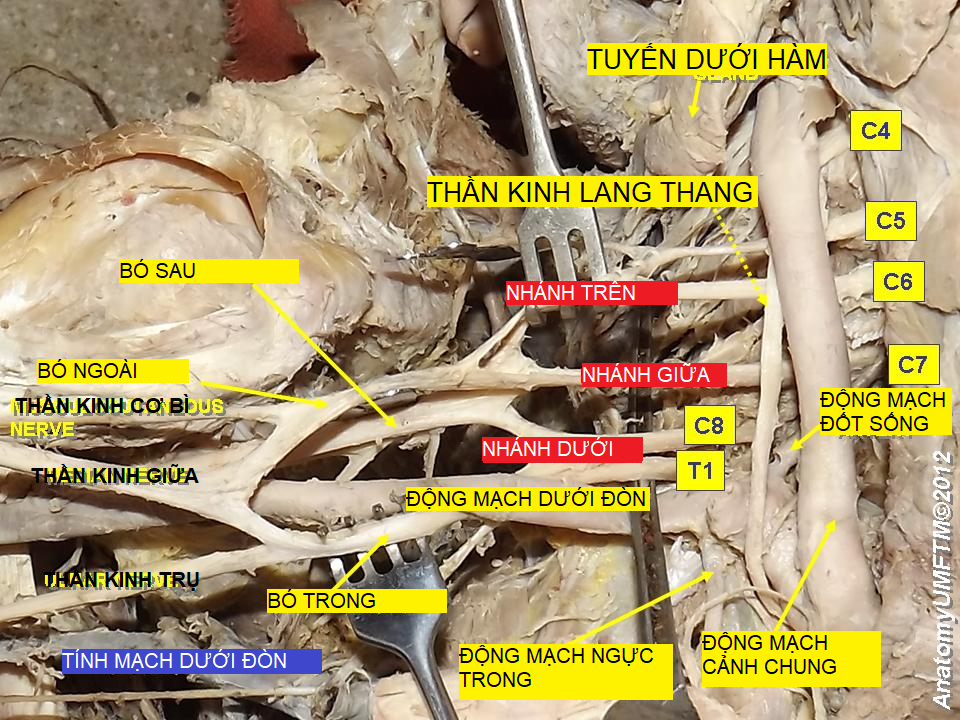
Rễ, thân và bó của đám rối được bộc lộ nhờ phẫu tích trên tử thi hiến tặng.